# Salvatore Piccolo (Archäologe)
Salvatore Piccolo (* 1959 in Rom) ist ein italienischer Archäologe und Autor.
Als Schüler von Sebastiano Tusa, einem der größten Gelehrten der sizilianischen Vorgeschichte, studierte Piccolo an der Scuola per i Beni Culturali Archeologici der Faktultät Lettere e Filosofia an der Universität Palermo. Das Studium schloss er mit der Bestnote ab. Er besuchte Studiengänge zu antiken Zivilisationen des Mittelmeerraums und war wissenschaftlicher Berater für historisch-ikonografische sowie historischer Berater für verschiedene Italienische Dokumentarfilmproduktionen. Er arbeitete auch an der Gesetzgebung zum Schutz des kulturellen Erbes. Gegraben hat er u. a. am Dolmen im Cava dei Servi sowie am Dolmen di Avola: Die Entdeckung kleiner Dolmen in Sizilien hat mehr als dreißig Jahre nach seinen ersten Erkundungen eine breite Debatte unter Gelehrten ausgelöst und intensive Forschungen auf der ganzen Insel angeregt, die heute seine Thesen zu bestätigen scheinen einschließlich der angeblichen Zuschreibung der sizilianischen Dolmen an das Volk des Glockenbecherkultur.

## Veröffentlichungen (Auswahl)
- La tavola e la Pietra. Le più recenti scoperte sulla diffusione del Megalitismo in Sicilia, in Archeo - Attualità del passato, Jahrgang XIV, Nr. 12 (166), Dezember 1998.
- La città laica e lo spazio sacro, in Euromediterraneo, mensile edito dalla Fondazione Federico II, Palermo, anno 3, n. 6, giugno 2000, s. 64 ff;
- Gelone. Ad...gloriosam memoriam, I Siracusani, bim. di Storia, Arte e Tradizioni del territorio siracusano, anno VIII, n. 46, nov/dic 2003, s. 32 ff;
- mit Emanuele Zuppardo: Terra Mater. Sulle Sponde del Gela Greco, 2005 (7. bis 2. Jahrhundert v. Chr., Schwerpunkt: Gela). (Digitalisat)
- I Dolmen nella Sicilia Sud-Orientale, in: Atti del I Congresso Internazionale di Preistoria e Protostoria siciliane, Band “B”,  Centro Siciliano di Preistoria e Protostoria Archeoclub d’Italia,  Corleone 2006, S. 305–315.
- Antiche Pietre. La Cultura dei Dolmen nella Preistoria della Sicilia sud-orientale, Morrone, 2007. Digitalisat
  - englisch: Ancient Stones. The Prehistoric Dolmens of Sicily, Brazen Head, 2013 (Dolmengräber auf Sizilien, datiert zwischen 2160 und 1400 v. Chr., insbesondere die Cava dei Servi bei Ragusa). (Digitalisat)
- Historia Tua. Breve Storia di Siracusa per i Ragazzi, Morrone, 2010.
- Oltre l’Antico Fiume. Breve Storia di Gela per i Ragazzi, Morrone, 2010.
- Sulle ali della moneta: il valore antropologico della numismatica, in I Siracusani, bim. di Storia, Arte e Tradizioni del territorio siracusano, anno XVI, n. 71, ott/dic. 2012, s. 64 ff.
- Cronache da Valverde. Indagine storico-costruttiva su un antico santuario etneo e la città d'intorno, 2022. Digitalisat
- - Gela, in: Ancient History Encyclopedia, 2017.
- Bronze Age Sicily, in: Ancient History Encyclopedia, 2018.
- Entro i confini di Cassaro. Quattro, cinque noterelle storiche su una piccolissima cittadina iblea e la sua chiesa Madre, 2021. (Digitalisat)